# Strato lucido
In anatomia umana lo strato lucido è una strato dell'epidermide.

Strati della pelle

## Anatomia
Si trova fra lo strato granuloso e il corneo, in caso di epidermide molto sottile può anche non esserci. Il suo nome è dato dalla lucentezza delle cellule che lo compongono. Esse solitamente sono disposte in un'unica fila (doppia in particolari parti del corpo come la pianta del piede). Contengono eleidina.
Le cellule dello strato lucido, come in tutti gli strati dell'epidermide dette "cheratinociti", in questo stadio differenziativo stanno perdendo il nucleo, per morire ed andare a formare lo strato corneo dell'epidermide.